# Alaskawoelmuis
De alaskawoelmuis (Microtus miurus)  is een zoogdier uit de familie van de Cricetidae. De wetenschappelijke naam van de soort werd voor het eerst geldig gepubliceerd door Osgood in 1901.

## Verspreidingsgebied
De soort wordt aangetroffen in Canada en de Verenigde Staten.